# The Huntsville Times

The Huntsville Times est un quotidien publié trois fois par semaine à Huntsville, en Alabama et diffusé également les régions environnantes dans la vallée du Tennessee dans le nord de l'État. Le Times était à l'origine un journal de l'après-midi, mais est passé au format du matin plusieurs années après la cessation de publication du Huntsville News. Il était publié par The Huntsville Times Company, Inc., une filiale d'Advance Publications, Inc. Le journal a été acquis pour la première fois par le fondateur d’Advance, Samuel Newhouse Sr., en 1955.
Le Times est un journal affilié à deux autres publications détenues par Advance en Alabama, The Birmingham News et le Press-Register (en) de Mobile.
Le 1er octobre 2012, ces trois journaux sont passés d'une parution quotidienne à une publication trois fois par semaine. Ils sont désormais publiés par une filiale d’Advance appelée Alabama Media Group.
Le 26 février 2023, le Times et ses journaux frères ont cessé leur publication imprimée, transférant l’intégralité de leur contenu sur le site web du groupe, al.com.
Le Times avait le troisième plus grand tirage de tous les quotidiens de l’État jusqu’à la réduction de sa fréquence en 2012.
Étant donné que Huntsville abrite le centre de vol spatial Marshall de la NASA ainsi que le Redstone Arsenal de l’armée américaine, le Times possédait un service spécialisé dans les domaines scientifique, aérospatial et militaire.
Le Times a reçu de nombreuses récompenses au fil des années de la part de l’Alabama Press Association, de la Society for Professional Journalists et d’autres organisations professionnelles.

## Réduction des éditions imprimées
Le 24 mai 2012, Advance Publications a annoncé que ses trois journaux d'Alabama supprimeraient leurs éditions imprimées les lundis, mardis, jeudis et samedis. Cette décision était due à la baisse continue des revenus publicitaires et de la diffusion de ses produits imprimés traditionnels. L'accent a été davantage mis sur leur site web, al.com, et les actifs d’Alabama ont été réorganisés en deux entités : *Alabama Media Group*, pour la partie éditoriale ; et *Advance Central Services Alabama*, chargée de la production, de la distribution et des services administratifs.
Le même jour, l'entreprise annonçait que The Times-Picayune de La Nouvelle-Orléans, en Louisiane, subirait les mêmes changements. Depuis, des ajustements similaires ont été apportés aux anciens quotidiens de Syracuse (État de New York) et de Harrisburg (Pennsylvanie).
La dernière édition quotidienne a été publiée le 30 septembre 2012. Le lendemain, pour la première fois depuis plus d’un siècle, la ville de Huntsville se retrouvait sans journal quotidien.
Le 3 novembre 2022, la direction d’Advance a annoncé que le Times, ainsi que ses journaux frères de Birmingham et Mobile, cesseraient leur édition imprimée pour devenir des publications exclusivement numériques. La dernière édition imprimée est parue le 26 février 2023.
Patrick McCauley, originaire d'Alexandria, en Louisiane, fut le rédacteur en chef du Huntsville Times pendant la plus longue période, de 1966 à 1994. Un ancien rédacteur en chef, Reese Thomas Amis (1888–1964), avait été son mentor alors que McCauley était journaliste pour The Times de 1949 à 1954.